# Centronycteris maximiliani
Genre
Espèce
Statut de conservation UICN

 LC  : Préoccupation mineure
Centronycteris est un genre de chauves-souris insectivores.
Centronycteris maximiliani (J. Fischer, 1829) est la seule espèce du genre Centronycteris.